# 2017-es UEFA-szuperkupa
A 2017-es UEFA-szuperkupa volt az UEFA-szuperkupa a 42. kiírása, amely az előző szezon UEFA-bajnokok ligája és az Európa-liga győztesének évenkénti mérkőzése. A találkozót 2017. augusztus 8-án a 2017-es UEFA-bajnokok ligája-döntőjének győztese, a Real Madrid és a 2017-es Európa-liga-győztese, a Manchester United játszotta. A találkozót a spanyol csapat nyerte 2–1 arányban.

## Helyszín
Az UEFA döntése értelmében a mérkőzést a macedóniai Szkopjéban, a II. Philip Arénában rendezték.

## Csapatok
| Csapat            | Kvalifikáció                                 | Korábbi részvétel (vastagon a korábbi győzelmek) |
| ----------------- | -------------------------------------------- | ------------------------------------------------ |
| Real Madrid       | A 2016–2017-es UEFA-bajnokok ligája győztese | 1998, 2000, 2002, 2014, 2016                     |
| Manchester United | A 2016–2017-es Európa-liga győztese          | 1991, 1999, 2008                                 |

## A mérkőzés
| 2017. augusztus 8. 20:45 (CEST) |

| Real Madrid           | 2–1               | Manchester United |
| --------------------- | ----------------- | ----------------- |
| Casemiro 24' Isco 52' | (1–0) Jegyzőkönyv | Lukaku 62'        |

| II. Philip Aréna, Szkopje Játékvezető: Gianluca Rocchi (olasz) |

| Real Madrid | Manchester United |

| GK              | 1  | Keylor Navas      |     |     |
| RB              | 2  | Daniel Carvajal   | 84' |     |
| CB              | 5  | Raphaël Varane    |     |     |
| CB              | 4  | Sergio Ramos (c)  | 86' |     |
| LB              | 12 | Marcelo           |     |     |
| CM              | 10 | Luka Modrić       |     |     |
| CM              | 14 | Casemiro          |     |     |
| CM              | 8  | Toni Kroos        |     |     |
| RF              | 11 | Gareth Bale       |     | 74' |
| CF              | 9  | Karim Benzema     |     | 83' |
| LF              | 22 | Isco              |     | 74' |
| Cserék:         |    |                   |     |     |
| GK              | 13 | Kiko Casilla      |     |     |
| DF              | 6  | Nacho             |     |     |
| DF              | 15 | Theo Hernández    |     |     |
| MF              | 20 | Marco Asensio     |     | 74' |
| MF              | 23 | Mateo Kovačić     |     |     |
| FW              | 7  | Cristiano Ronaldo |     | 83' |
| FW              | 17 | Lucas Vázquez     |     | 74' |
| Vezetőedző:     |    |                   |     |     |
| Zinédine Zidane |    |                   |     |     |

| GK            | 1  | David de Gea         |       |     |
| RB            | 25 | Antonio Valencia (c) |       |     |
| CB            | 2  | Victor Lindelöf      |       |     |
| CB            | 12 | Chris Smalling       |       |     |
| LB            | 36 | Matteo Darmian       |       |     |
| CM            | 21 | Ander Herrera        |       | 56' |
| CM            | 31 | Nemanja Matić        |       |     |
| CM            | 6  | Paul Pogba           |       |     |
| RW            | 22 | Henrih Mhitarján     |       |     |
| CF            | 9  | Romelu Lukaku        |       |     |
| LW            | 14 | Jesse Lingard        | 42'   | 46' |
| Cserék:       |    |                      |       |     |
| GK            | 20 | Sergio Romero        |       |     |
| DF            | 17 | Daley Blind          |       |     |
| MF            | 8  | Juan Mata            |       |     |
| MF            | 16 | Michael Carrick      |       |     |
| MF            | 27 | Marouane Fellaini    |       | 56' |
| FW            | 11 | Anthony Martial      |       |     |
| FW            | 19 | Marcus Rashford      | 90+4' | 46' |
| Menedzser:    |    |                      |       |     |
| José Mourinho |    |                      |       |     |

| A mérkőzés legjobbja: Isco (Real Madrid) |